# خرارد فیانن
خرارد فیانن (هلندی: Gerard Vianen; ۹ فوریهٔ ۱۹۴۴ – ۱۰ دسامبر ۲۰۱۴) دوچرخه‌سوار اهل هلند بود.
از باشگاه‌هایی که در آن رکاب زده‌است می‌توان به تیم دوچرخه‌سواری مرسیه، ژیتان–کامپانیولو، و تیم دوچرخه‌سواری مرسیه اشاره کرد.